# Seznam dílů seriálu Dům loutek
Seznam dílů seriálu Dům loutek uvádí přehled všech 26 epizod amerického televizního seriálu Dům loutek, který byl poprvé vysílán v letech 2009–2010. Pořad se dočkal dvou řad, které měly premiéru na stanici Fox. Obě série byly v letech 2009 a 2010 také vydány na DVD a BD. V seznamu je také zahrnut nevysílaný původní pilotní díl, který se vydání dočkal pouze jako bonus na fyzických nosičích. V Česku byl celý seriál premiérově vysílán na stanici Prima Cool v letech 2009–2010.

## Přehled řad
| Řada          | Díly          | Premiéra v USA  | Premiéra v USA  | Premiéra v ČR      | Premiéra v ČR   |
| Řada          | Díly          | První díl       | Poslední díl    | První díl          | Poslední díl    |
| ------------- | ------------- | --------------- | --------------- | ------------------ | --------------- |
| původní pilot | původní pilot | nebylo vysíláno | nebylo vysíláno | nebylo vysíláno    | nebylo vysíláno |
| 1             | 13            | 13. února 2009  | 8. května 2009  | 27. listopadu 2009 | 26. února 2010  |
| 2             | 13            | 25. září 2009   | 29. ledna 2010  | 5. března 2010     | 28. května 2010 |

## Seznam dílů

### Původní pilotní díl (2009)
| Č. v seriálu | Původní název | Režie       | Scénář      | Premiéra v USA          | Produkční kód |
| --- | ------------- | ----------- | ----------- | ----------------------- | ------------- |
| 0 | Echo          | Joss Whedon | Joss Whedon | 28. července 2009 (DVD) | 1APK79        |
| Agent FBI Paul Ballard dostane nový impuls pro svoje vyšetřování záhadného Domu loutek, o kterém existují pouze neurčité zprávy a městské legendy. Získá fotografii jedné z údajných „loutek“ – Echo. Adelle DeWittová, vedoucí losangeleského Domu loutek, se obává prozrazení a proto vyšle dva své svěřence (Echo a Victora), aby se agenta zbavili. Zároveň si ale všimne, že Echo, Sierra a Victor, i přes to, že jejich osobnosti byly vymazány, vykazují známky přátelství a sebeuvědomění. |               |             |             |                         |               |

### První řada (2009)
| Č. v seriálu | Č. v řadě | Původní název            | Český název     | Režie              | Scénář                                                      | Premiéra v USA  | Premiéra v ČR      | Produkční kód |
| --- | --------- | ------------------------ | --------------- | ------------------ | ----------------------------------------------------------- | --------------- | ------------------ | ------------- |
| 1 | 1         | Ghost                    | Duch            | Joss Whedon        | Joss Whedon                                                 | 13. února 2009  | 27. listopadu 2009 | 1APK01        |
| Echo je po návratu z romantické zakázky poslána na další misi. Topher Brink, programátor losangeleského Domu loutek, jí nahraje osobnost nemilosrdné vyjednavačky Eleanor Pennové, jejímž úkolem má být zachránění uneseného dítěte. Součástí této osobnosti jsou ale i vzpomínky ženy, která byla v dětství unesena shodou okolností stejným mužem. Pennová se při předávání výkupného zhroutí, což ohrozí jak klienta, tak i jeho dceru, kterou si únosci ponechají. Po zotavení se za nimi sama vydá a dívku i s pomocí nové loutky Sierry zachrání. Mezitím se agent FBI Paul Ballard stále snaží získat informace o tajemném Domu loutek – i přesto, že posedlost tímto vyšetřováním již zničila Ballardovo manželství a ohrožuje i jeho policejní kariéru. Podaří se mu však získat možného informátora, ruského gangstera Lubova. |           |                          |                 |                    |                                                             |                 |                    |               |
| 2 | 2         | The Target               | Kořist          | Steven S. DeKnight | Steven S. DeKnight                                          | 20. února 2009  | 4. prosince 2009   | 1APK03        |
| Do Echo je otisknuta osobnost dívky, která má být partnerkou Richardovi, sportovci, který se rád vydává do přírody. Romantický úkol se však brzo změní v boj o přežití, kdy Richard pro zábavu loví Echo, která se před ním uprostřed divočiny snaží utéct. Nakonec se setká se svým patronem Boydem Langtonem a poté se jí podaří pronásledovatele zabít. Vedení Domu loutek má tušení, že za celým tímto úkolem mohl stát Alpha, dříve jedna z loutek, nyní uprchlý a nebezpečný jedinec, který zohavil doktorku Saundersovou a zavraždil původního patrona Echo (jehož poté nahradil právě Boyd). Agent Ballard obdrží anonymní balíček s fotografií Echo a jménem Caroline. |           |                          |                 |                    |                                                             |                 |                    |               |
| 3 | 3         | Stage Fright             | Tréma           | David Solomon      | Maurissa Tancharoen a Jed Whedon                            | 27. února 2009  | 11. prosince 2009  | 1APK04        |
| Protože je popová zpěvačka Rayna Russellová ohrožována posedlým fanouškem, najme její manažer ochranku, kterou tvoří Echo (jako Ryanina doprovodná zpěvačka) a Sierra (jako Ryanina fanynka, která vyhrála soutěž a může po jejím boku strávit nějaký čas). Echo se sblíží s Raynou, o které zjistí, že má s oním fanouškem tajnou dohodu, neboť svojí hvězdnou kariérou ve skutečnosti trpí a uvítala by vysvobození v podobě smrti. Echo nakonec Sierru i Raynu zachrání. Lubov, ve skutečnosti loutka s označením Victor, údajně získal nějaké informace o Domu loutek a pošle agenta Ballarda do opuštěného sklepa, kde je napaden a těžce zraněn. |           |                          |                 |                    |                                                             |                 |                    |               |
| 4 | 4         | Gray Hour                | Šedá hodina     | Rod Hardy          | Sarah Fain a Elizabeth Craft                                | 6. března 2009  | 18. prosince 2009  | 1APK02        |
| Echo je coby zlodějská expertka Taffy poslána na misi, při níž má pro řeckou vládu získat zpět ukradené historické umělecké předměty. Jeden z jejích najatých partnerů je však podvede a navíc během telefonního hovoru s Boydem je Taffyina osobnost záhadně vymazána, takže Echo zůstane uvězněna v trezoru ve stavu podobném malému dítěti bez jakýchkoliv schopností. S pomocí Sierry a Boyda ale přesto dokáže uniknout. Topher si myslí, že takového dálkového vymazání osobnosti by byl schopný pouze Alpha, který však má být podle vedení Domu mrtvý. DeWittová nakonec přizná, že ochranka při posledním pokusu zabít Alphu skutečně selhala. |           |                          |                 |                    |                                                             |                 |                    |               |
| 5 | 5         | True Believer            | Skutečný věřící | Allan Kroeker      | Tim Minear                                                  | 13. března 2009 | 25. prosince 2009  | 1APK06        |
| Dalším úkolem Echo je infiltrovat sektu žijící na izolované farmě a zachránit jednoho jejího člena, který tam má být držen proti své vůli. Do Echo je tedy nahrána osobnost slepé dívky a její nevidoucí oči jsou upraveny tak, aby vysílaly vizuální obraz vládním agentům. Otisk Echo není pouze krytí, její nová osobnost Esther Carpenterové skutečně věří tomu, co hlásá sekta i její vedoucí Jonas, který je zprvu vůči ní silně podezřívavý. Jonas následně pod hrozbou útoku federálních agentů založí požár farmy, Echo však všechny zachrání. Agent Ballard se zotavil ze zranění a pokračuje v pátrání po Caroline. Topher a doktorka Saundersová jsou svědky neobvyklé a údajně nemožné reakce dvou loutek, když Victor evidentně pokládá Sierru za přitažlivou. |           |                          |                 |                    |                                                             |                 |                    |               |
| 6 | 6         | Man on the Street        | Muž z ulice     | David Straiton     | Joss Whedon                                                 | 20. března 2009 | 8. ledna 2010      | 1APK05        |
| Internetový miliardář Joel Mynor si každoročně najímá na jeden den Echo s nahraným otiskem jeho zemřelé ženy. Tentokrát však tuto misi přeruší agent Ballard, nečekaně se setká s Echo/Carolině, která mu ale dokáže utéct. V Domě loutek mezitím probíhá vyšetřování znásilnění Sierry, ze kterého je nakonec obviněn její patron. DeWittová ho pošle zneškodnit Ballardovu sousedku Mellie. Ta je však ve skutečnosti spící agentkou November, která má za úkol agenta FBI špehovat, a Sieřina patrona v souboji zabije. Echo je vyslána zaútočit na Ballarda, zároveň mu ale donese zprávu od špeha uvnitř Domu loutek. |           |                          |                 |                    |                                                             |                 |                    |               |
| 7 | 7         | Echoes                   | Ozvěny          | James A. Contner   | Elizabeth Craft a Sarah Fain                                | 27. března 2009 | 15. ledna 2010     | 1APK07        |
| V laboratoři vlastněné společností Rossum Corporation a umístěné v univerzitním areálu dojde k úniku psychotropní drogy, která vyvolává u lidí stav podobný opilosti. Tato firma, která také řídí Dům loutek, povolá do akce všechny loutky, neboť ty by měly být po prodělaném zákroku při odstranění vlastní osobnosti vůči droze imunní. Loutky si nicméně začnou vzpomínat na svoje traumata z minulosti: Sierra na znásilnění, Victor na svůj skutečný život příslušníka Armády Spojených států a November na Ballardovu posedlost Caroline. Echo se mezitím na vlastní misi dozví z televizních zpráv, co se na univerzitě děje a bez jasného důvodu se vydá na místo události, aby „mu pomohla“ – i když ani neví, kdo má být „on“. Potká se se Samem, studentem, který se snaží vniknout do laboratoře, aby získal důkazy o nečistých úmyslech Rossumu, nicméně díky droze si začne vzpomínat na svoji vlastní minulost Caroline Farrellové. Caroline se totiž se svým přítelem Leem pokoušela o totéž, nicméně Leo přitom zemřel a DeWittová následně nabídla Caroline útočiště v Domě loutek v podobě pětileté smlouvy na využití jejího těla, což měla být kompenzace za způsobené škody. |           |                          |                 |                    |                                                             |                 |                    |               |
| 8 | 8         | Needs                    | Nevyřízené účty | Felix Alcalá       | Tracy Bellomo                                               | 3. dubna 2009   | 22. ledna 2010     | 1APK08        |
| Echo, Sierra, Victor a November se probudí v Domě loutek s obnovenými vlastními osobnostmi a pod Echoiným vedením se snaží uprchnout. Zároveň si vzpomínají na svoji minulost – Sierra byla donucena stát se loutkou poté, co odmítla sexuální návrh vědce s dobrými kontakty; Victor si uvědomí, že Sierra ho opravdu přitahuje; November truchlí za svoji dceru, která zemřela jako kojenec. Echo pomůže všem třem utéct a poté se snaží donutit DeWittovou, aby propustila i ostatní loutky. To se nakonec stane, ale po opuštění Domu jsou všechny uspány. Celé to totiž byl plán DeWittové a doktorky Saundersové, který měl ukončit problémy loutek z předchozích týdnů a obnovit jejich prázdnou „loutkovou“ mysl předtím, než dostanou kvůli dalším misím nové otisky. |           |                          |                 |                    |                                                             |                 |                    |               |
| 9 | 9         | Spy in the House of Love | Had v ráji      | David Solomon      | Andrew Chambliss                                            | 10. dubna 2009  | 29. ledna 2010     | 1APK10        |
| Poté, co Topher zjistí, že v Domě loutek je špeh, začne vnitřní vyšetřování. November je poslána uklidnit agenta Ballarda, nicméně mu zároveň doručí další zprávu od onoho špióna. Sierra se v přestrojení dostane do budovy NSA, kde se snaží získat databázi jejich agentů. Echo se dobrovolně přihlásí na otisk, aby také mohla pomáhat – s Laurencem Dominicem, šéfem bezpečnosti Domu, vyslýchají jeho zaměstnance. Victor je mezitím na romantické misi, neboť pravidelně dělá společnost DeWittové, která je zároveň anonymní klientkou Domu. Echo zjistí, že oním špehem NSA je ve skutečnosti Dominic, který se snažil Dům loutek a jeho nebezpečnou technologii udržet z dosahu běžné populace. Dominicova osobnost je stažena na disk a jeho tělo posláno do tzv. Podkroví, odkud se nikdy nikdo nevrátil. |           |                          |                 |                    |                                                             |                 |                    |               |
| 10 | 10        | Haunted                  | Život po životě | Elodie Keene       | Jane Espenson, Maurissa Tancharoen a Jed Whedon             | 24. dubna 2009  | 5. února 2010      | 1APK09        |
| Margaret Bashfordová, bohatá přítelkyně Adelle DeWittové, nechávala v Domě loutek každý měsíc otisk své osobnosti pro případ, že by byla zavražděna. Poté, co zemře, DeWittová nechá nahrát její otisk do Echo, což je část Margaretiny závěti – chce tak zjistit, jak zemřela. V těle Echo se pod falešnou identitou Julie, své údajné přítelkyně, vydá do svého domu, aby pátrala po příčinách své smrti. S Victorovou pomocí zjistí, že ji zabil její syn Nicolas. Topher mezitím využije Sierru jako kamarádku pro skromnou oslavu svých narozenin a agent Ballard získá otisky prstů November. Po jejich naskenování v kanceláři FBI se zobrazí množství jmen, které jako loutka používala – ty však záhy z obrazovky záhadně zmizí. |           |                          |                 |                    |                                                             |                 |                    |               |
| 11 | 11        | Briar Rose               | Šípková Růženka | Dwight Little      | Jane Espenson                                               | 1. května 2009  | 12. února 2010     | 1APK11        |
| Echo pomáhá mladé dívce vyrovnat se s její traumatickou minulostí tím, že použije pohádku o Šípkové Růžence. Sierra se coby forenzní expertka FBI vydá do Tucsonu, kde se objevila mrtvola pravděpodobně zabitá Alphou. Victor je využit pro otisknutí Dominica a jeho výslech. Ballarda zavede jeho vyšetřování za architektem Keplerem, který navrhoval interiér losangeleského Domu loutek a který mu má pomoci do něj proniknout. To se oběma mužům povede, Ballarda však zadrží Boyd, jenž ho odvede na výslech za DeWittovou. V její kanceláří se všichni od Sierry dozví, že oním mrtvým v Tucsonu je skutečný architekt Kepler. Ballardův pomocník, ve skutečnosti Alpha, zaútočí v Domě na Victora a doktorku Saundersovou a následně někoho otiskne do Echo. S ní, svou milenkou, uteče. |           |                          |                 |                    |                                                             |                 |                    |               |
| 12 | 12        | Omega                    | Omega           | Tim Minear         | Tim Minear                                                  | 8. května 2009  | 19. února 2010     | 1APK12        |
| Alpha s Echoinou pomocí unese dívku Wendy a společně se vrátí do jeho laboratoře; zaměstnanci Domu loutek je s pomocí agenta Ballarda přitom hledají. Doktorka Saundersová mezitím zjistí, že sama má Topherem vytvořenou osobnost, protože sama bývala dříve nejžádanější loutkou s označením Whiskey. Původního doktora Saunderse totiž před časem zabil při svém útěku Alpha, jenž byl tehdy dlouho zakoukaný do Echo. Nyní Alpha začne otiskovat do Echo množství osobností, aby z ní vytvořil stejného nadčlověka („Omega“), jako je on sám. Echo si však i přes různé osobnosti uvědomí, o co mu jde a zaútočí na něj. Alpha uprchne, disk s osobností Caroline Farrellové je ale zachráněn. Ballard poté zůstane v Domě loutek jako bezpečnostní konzultant a díky tomu je November, skutečným jménem Madeline Costleyová, vyvázána ze své smlouvy. |           |                          |                 |                    |                                                             |                 |                    |               |
| 13 | 13        | Epitaph One              | Epitaf          | David Solomon      | námět: Joss Whedon scénář: Maurissa Tancharoen a Jed Whedon | nebylo vysíláno | 26. února 2010     | 1APK13        |
| V postapokalyptickém světě roce 2019 je technologie Domu loutek všude – stala se globální zbraní Rossum Corporation, díky níž jsou skrze veškerou formu telekomunikací masově vymazávány osobnosti lidí. Skupina bojovníků za svobodu (včetně Mag a Zonea) pátrá po tzv. Útočišti, téměř mytickém bezpečném místě, o kterém kolují historky. V opuštěném losangeleském Domě najdou dosud aktivní loutku Whiskey, která jim pomůže v hledání Caroline. Nalezený Carolinin otisk nahrají do těla malé dívky, jež putovala s nimi. Poté však na ně zaútočí pronásledovatelé, které zastaví Whiskey díky spuštění ochranného systému a vypuštění bojového plynu. Mag, Zone a Caroline spolu uniknou. |           |                          |                 |                    |                                                             |                 |                    |               |

### Druhá řada (2009–2010)
| Č. v seriálu | Č. v řadě | Původní název       | Český název            | Režie           | Scénář                                             | Premiéra v USA    | Premiéra v ČR   | Produkční kód |
| --- | --------- | ------------------- | ---------------------- | --------------- | -------------------------------------------------- | ----------------- | --------------- | ------------- |
| 14 | 1         | Vows                | Sliby                  | Joss Whedon     | Joss Whedon                                        | 25. září 2009     | 5. března 2010  | 2APK01        |
| Od Alphova útěku uplynulo téměř pět měsíců a vymazání všech 36 osobností, které nahrál do Echo, se zdá být úspěšné. Ballard, stále pracující pro Dům, chová city k Echo, kterou mezitím nasadí jako svoji agentku, aby dostal obchodníka se zbraněmi. Nakonec se díky nabídce DeWittové stane Echoiným patronem. Doktorka Saundersová se nedokáže vyrovnat s vědomím, že je loutkou, takže ze zařízení uteče. Další problémy čekají Dům loutek ve Washingtonu, kde senátor Daniel Perrin začne veřejně vyšetřovat působení Rossumu. |           |                     |                        |                 |                                                    |                   |                 |               |
| 15 | 2         | Instinct            | Instinkt               | Marita Grabiak  | Michele Fazekas a Tara Butters                     | 2. října 2009     | 12. března 2010 | 2APK03        |
| Do Echo je otisknuta osobnost Emily Jordanové, matky kojence Jacka. V domě svého manžela Nathana však najde jeho fotku s jinou ženou, takže začne být podezřívavá. Ve skutečnosti je na snímku Jackova biologická matka, která zemřela při porodu. I přes následné vymazání je však Echo přitahována k Jackovi, kterého nakonec přece jen jeho otec Nathan získá zpět. DeWittová přivede na pravidelnou kontrolu do Domu Madeline Costleyovou, takže Ballard se musí vyrovnat se svými pocity vůči ní. Senátor Perrin se s pomocí své manželky Cindy ponoří do vyšetřování Domu loutek. |           |                     |                        |                 |                                                    |                   |                 |               |
| 16 | 3         | Belle Chose         | Výměna                 | David Solomon   | Tim Minear                                         | 9. října 2009     | 19. března 2010 | 2APK02        |
| Echo je otisknuta vysokoškolačkou Kiki, kterou si objednal její profesor. Mezitím je Terry, synovec jednoho ze sponzorů Rossumu, sražen autem a upadne do kómatu. Při vyšetřování jeho mozku Topher zjistí, že Terry je nebo se brzy stane sériovým vrahem, což chce jeho strýc ututlat. Terryho osobnost je otisknuta do Victora, kterého poté vyslýchá Ballard; Terry se však na nátlak strýce dostane ven. Topher použije dálkové vymazání Victora, což se úplně nepovede: Terry se ocitne v Echo a Kiki naopak ve Victorovi. Samotná Echo ale s Terryho otiskem bojuje a právě díky ní se jím zajaté ženy zachrání. |           |                     |                        |                 |                                                    |                   |                 |               |
| 17 | 4         | Belonging           | Sounáležitost          | Jonathan Frakes | Maurissa Tancharoen a Jed Whedon                   | 23. října 2009    | 26. března 2010 | 2APK04        |
| Nolan Kinnard, jeden z lékařských odborníků Rossumu, si chce na trvalo najmout Sierru s otiskem milostné otrokyně. Topher si však uvědomí, že původní osobnost Sierry, Priya Tsetsangová, nadaná umělkyně, která se do Domu loutek dostala kvůli vyléčení schizofrenie, nikdy touto nemocí netrpěla – choroba byla způsobena léky, které jí podával Kinnard, aby se jí pomstil za odmítnutí. Programátor proto upraví otisk Sierry, která se rozzuřená vydá za Kinnardem. Ten ji napadne, ale při zápasu zemře. Boyd a Topher se následně postarají o jeho tělo a nastraží důkazy, které mají nasvědčovat tomu, že odletěl ze země. Priya, ačkoliv je těmito událostmi vyděšená, souhlasí s pokračováním svého kontraktu s Domem, protože si uvědomí, že jsou do sebe s Victorem zamilovaní, i když jsou jejich osobnosti vymazány. Echo mezitím dokáže, že umí číst, přičemž Boyd jí poradí, aby tuto svoji schopnost nikomu neukazovala. Dostane taky od něj přístupové karty do celého Domu, protože podle ní přichází „bouře“, která by je mohla zničit. A právě Echo je má v plánu všechny pomoct zachránit. |           |                     |                        |                 |                                                    |                   |                 |               |
| 18 | 5         | The Public Eye      | Vyšší zájmy            | David Solomon   | Andrew Chambliss                                   | 4. prosince 2009  | 2. dubna 2010   | 2APK05        |
| Vyšetřování senátora Perrin trvá už několik měsíců, mnohem větší hrozbou se ale stane poté, co získá očitého svědka – Madeline Costleyovou. Rossum Corporation je však v klidu, protože údajně má na senátora nějaké informace, kterého ho utiší. Echo napadne, o co by mohlo jít: Perrinova manželka Cindy by sama mohla být loutkou, možná spícím agentem, podobně jako sama Madeline. I přes příkazy Matthewa Hardinga, jednoho z vedoucích Rossumu, aby nezasahovali, se rozhodnou jednat. Echo je otisknuta jako prostitutka, která má v Los Angeles za úkol zdiskreditovat senátora. Ballard mezitím na žádost DeWittové unese Madeline, aby ji případně Cindy nezabila. Pomocí přístroje, který vyrobil Topher a který umí dočasně paralyzovat loutky v blízkém okolí, Ballard zjistí, že Cindy je pouze patronem a že loutkou je ve skutečnosti Perrin – dříve lehkovážný a flámující člen politické rodiny, který byl Rossumem pomocí otisku vylepšen. Po tomto zjištění společně s Echo uteče, jsou však zadrženi Cindy a odvezeni do washingtonského Domu loutek. Jeho hlavní programátorka Bennett Halversonová pozná v Echo Caroline a začne ji mučit. Madeline chce i přes Ballardův nátlak nadále svědčit před Senátem a DeWittová se rozhodne, že losangeleský Dům musí zastavit plány Rossumu. |           |                     |                        |                 |                                                    |                   |                 |               |
| 19 | 6         | The Left Hand       | Levá ruka              | Wendey Stanzler | Tracy Bellomo                                      | 4. prosince 2009  | 9. dubna 2010   | 2APK06        |
| Bennett odhalí, že s Caroline byly kdysi kamarádky, ale ta ji zradila. Topher otiskne svoji osobnost do Victora a sám s DeWittovou odletí do Washingtonu, kde se snaží získat přístup k Perrinovým mozkovým skenům. Senátor a Echo v Los Angeles prchají, pronásledují je však Cindy s agenty. DeWittová se od šéfa washingtonského Domu dozví, že Perrin měl při slyšeních v Senátu obvinit konkurenty Rossumu a vyčistit tak společnosti cestu neomezeného politického vlivu. Bennett a Topher jsou sebou navzájem posedlí, ale dokážou spolupracovat na úpravě Topherova zneškodňujícího zařízení. Bennett však pomocí něj tajně naprogramuje Perrina, aby zabil Echo. Topher s pomocí svého druhého já v Los Angeles (otisknutého do Victora) dokáže toto zvrátit, nicméně senátor mezitím stihne zabít Cindy. Perrin následně v Senátu ohlásí smrt své ženy, označí Rossum za dobrou společnost, obviní její konkurenty a uvede, že žádný Dům loutek neexistuje a že Madeline je pouze psychicky nemocná žena. Ta je poté následně donucena stát se opět loutkou. Po návratu do Los Angeles spekuluje DeWittová o Perrinově možné úloze příštího prezidenta USA. Echo je stále na útěku a Ballard se v poslední době také neohlašuje. |           |                     |                        |                 |                                                    |                   |                 |               |
| 20 | 7         | Meet Jane Doe       | Seznamte se s neznámou | Dwight Little   | Maurissa Tancharoen, Jed Whedon a Andrew Chambliss | 11. prosince 2009 | 16. dubna 2010  | 2APK07        |
| Tři měsíců poté je Echo stále na útěku, nicméně za tu dobu si dokázala vyvinout svoji vlastní osobnost, která má volný přístup ke všem téměř 40 otiskům. Společně s Paulem Ballardem se připravují na zničení Rossumu, přičemž jako test použijí osvobození mladé ženy, kterou do vězení poslala nešťastnou náhodou sama Echo. Echo si také uvědomí, že je zamilovaná do Paula, který její city opětuje, ale zároveň mu jeho smysl pro čest nedovolí postoupit ve vztahu dál. Vedení losangeleského Domu loutek převzal Harding. Topher prozradí DeWittové, že zjistil, že Rossum se chystá vytvořit zařízení, které dokáže otisknout každého kdekoliv a že taky přišel na to, jak ho sestrojit. DeWittová, aby si udržela alespoň nějakou kontrolu nad Domem, Tophera zradí a poskytne jeho technologii Rossumu. Echo a Ballard následně uskuteční další krok ve svém plánu a vrátí se zpět do Domu. |           |                     |                        |                 |                                                    |                   |                 |               |
| 21 | 8         | A Love Supreme      | Láska nebeská          | David Straiton  | Jenny DeArmitt                                     | 11. prosince 2009 | 23. dubna 2010  | 2APK08        |
| Echo, Ballard a Boyd zasvětí Tophera do svého plánu zničení Domu. Alpha se vrátí do Domu se svou vražednou posedlostí k Echo a hledá odplatu. Poví DeWittové o tom, že poslední tři měsíce byli Ballard a Echo spolu. Pomocí své technologie také obrátí loutky proti zaměstnancům Domu a zajme Ballarda, o kterém ví, že je jeho jediným konkurentem u Echo. Topher a Boyd se snaží vrátit loutky do normálního stavu, nicméně Alpha stihne sám sobě otisknout Ballardovu osobnost a následně jeho samotného mučit natolik, že mu způsobí poškození mozku. Echo začne s Alphou bojovat, ten ale nakonec uteče. Ballard zůstane v Domě ve vegetativním stavu napojený na přístroje. |           |                     |                        |                 |                                                    |                   |                 |               |
| 22 | 9         | Stop-Loss           | Ztráty a nálezy        | Felix Alcalá    | Andrew Chambliss                                   | 18. prosince 2009 | 30. dubna 2010  | 2APK09        |
| Victorova smlouva s Domem končí a je mu tak navrácena jeho původní osobnost – Anthonyho Ceccoliho, bývalého příslušníka Armády Spojených států, veterána z Afghánistánu, který trpěl posttraumatickou stresovou poruchou. Sierra je z jeho odchodu evidentně nešťastná. Anthony je následně zajat skupinou vojáků a Echo, poté, co se DeWittová ve své kanceláři opije, ho s Boydovou pomocí najde. Zjistí přitom další z plánů Rossumu. Společnost chce z Anthonyho a mnohých dalších bývalých loutek (včetně jeho spolubojovníků z armády) vytvořit skupinu supervojáků, kteří používají „neurální rádio“, kdy jsou jednotlivci propojeni společnou myslí. Echo a Sierra, kterou Echo otiskla její původní osobností Priyou, nakonec Anthonyho osvobodí, nicméně DeWittová je všechny tři nechá za trest poslat do Podkroví. |           |                     |                        |                 |                                                    |                   |                 |               |
| 23 | 10        | The Attic           | Podkroví               | John Cassaday   | Maurissa Tancharoen a Jed Whedon                   | 18. prosince 2009 | 7. května 2010  | 2APK10        |
| Echo, Priya a Anthony jsou umístěni v Podkroví, permanentním snovém stavu, ve kterém prožívají svoje nejhorší noční můry. Echo se se svým strachem (neschopnost ochránit ty, které má ráda) vyrovná, je však napadena tajemným zabijákem Arcanem. Zachrání jí Laurence Dominic, bývalý šéf bezpečnosti Domu loutek, který sem byl také umístěn. Arcanea, který zabíjí „obyvatele“ Podkroví, sleduje Echo s Dominicem. Společně tak skáčou mezi jednotlivými myslemi a snaží se ho zastavit. Anthony prožívá válku v Afghánistánu, Priya je mučena nemrtvým Nolanem Kinnardem. Společně však Arcanea chytí a zjistí, že je jím Clyde Randolph, jeden ze spoluzakladatelů Rossumu, který byl svým partnerem do Podkroví umístěn již v roce 1993. Vysvětlí jim, že Podkroví je vlastně síť mozků obětí, která tvoří superpočítač, přičemž zabití „obyvatel“ jednak ukončí jejich utrpení a jednak zmenší výpočetní sílu počítače. Clyde také dokáže bojovat se svým strachem, zničenou budoucností země, nicméně si je vědom, že pokud bude Rossum pokračovat ve svých činnostech, pak k ní téměř jistě dojde. Echo, Priya a Anthony dokážou z Podkroví uniknout, Dominic a Clyde tam dobrovolně zůstanou. Mezitím se Topher se svou kolegyní Ivy a Boydem snaží vzdorovat zdánlivě tyranskému vedení DeWittové a zároveň plánují zachránit Paula Ballarda. Nakonec vyjde najevo, že DeWittová poslala Echo do Podkroví, aby získala informace o tom, jak zastavit Rossum. Do společného týmu jim chybí jediná osoba – Caroline Farrellová, která jako jediná ví, kdo je oním druhým zakladatelem společnosti. |           |                     |                        |                 |                                                    |                   |                 |               |
| 24 | 11        | Getting Closer      | Na stopě               | Tim Minear      | Tim Minear                                         | 8. ledna 2010     | 14. května 2010 | 2APK11        |
| Primární disk, který obsahoval Carolininu osobnost, zmizel. DeWittová proto unese Bennett Halversonovou (společně s ní se vrátí i November), aby pomohla Topherovi opravit Carolinin záložní disk, který dříve poškodil Alpha. Caroline se v zápalu svého boje proti Rossumu, který trval dva roky, postupně stala teroristkou. Později se k ní dobrovolně připojila i Bennett, která byla při pokusu o zničení laboratoří společnosti zmrzačena. Boyd udržuje tajný romantický vztah s doktorkou Saundersovou, která se na jeho žádost také vrátí do losangeleského Domu. Loutkám jsou navráceny jejich původní osobnosti, takže Priya a Anthony stráví noc spolu. Bennett pracuje s Topherem na opravě Carolinina disku, jenže je přitom zastřelena Saundersovou – ve skutečnosti spícím agentem. Šokovaný Topher přesto dokáže disk zprovoznit, takže Echo z něj může stáhnout obsah. Zjistí tak, že druhým zakladatelem Rossumu je Boyd Langton, který společnost vede s „Clydem 2.0“ – otiskem Clydea Randolpha, který využívá různých těl a který kdysi na Boydův popud poslal svého původce do Podkroví. |           |                     |                        |                 |                                                    |                   |                 |               |
| 25 | 12        | The Hollow Men      | Prázdné tváře          | Terrence O'Hara | Michele Fazekas, Tara Butters a Tracy Bellomo      | 15. ledna 2010    | 21. května 2010 | 2APK12        |
| Skupina opustí Los Angeles a vydá se do Tucsonu, aby zničila centrálu Rossumu. Boyd využije Tophera, který dokončí svoje zařízení na dálkové vymazání a otisknutí člověka. Anthony a Priya se vrátí do Domu, kde zjistí, že je Boyd zradil. Ten však prozradí, že by životy svých přátel ušetřil, protože je má rád jako rodinu. Míšní tekutina v Carolinině těle obsahuje jistý gen, který jí umožní každé vymazání částečně „přežít“. Boyd proto v minulých letech hlídal Echo a povoloval jí, aby si každým vymazáním postupně vytvořila vlastní osobnost. Její gen měl Rossumu pomoct vytvořit „lék“ proti vymazání. Nyní Boyd aktivuje spící program v Mellie, která zaútočí na Ballarda. I přes spuštěný program mu dokáže říct, že ho miluje a následně se zabije. Echo přemůže Clydea 2.0, který je nyní v těle Whiskey. Poté se vydá za Boydem, kterého ale Topher dokázal vymazat. Boyda ve stavu loutky bez vlastní osobnosti využijí jako sebevražedného bombového atentátníka, který zničí centrálu společnosti. |           |                     |                        |                 |                                                    |                   |                 |               |
| 26 | 13        | Epitaph Two: Return | Epitaf dvě             | David Solomon   | Maurissa Tancharoen, Jed Whedon a Andrew Chambliss | 29. ledna 2010    | 28. května 2010 | 2APK13        |
| V roce 2020 zachrání Echo se svým týmem Tophera, Zonea, Mag a Caroline (v těle malé Iris), kteří byli zadrženi Rossumem poté, co Topher zjistil, že dokáže obnovit normální život na Zemi. Spojí se také s Anthonym a společně se vydají do Los Angeles, které je nyní válečnou zónou. V bojích s tzv. řezníky, nemyslícími zabijáky, zemře Paul Ballard. Echo s Priyou a Tonym se dostanou do bývalého Domu loutek, který nyní využívá Alpha jako základnu pro zotavení uprchlíků, kteří byli vymazáni. Topher využije Bennettiny záznamy a sám se obětuje – výbuchem vyšle vymazávací signál do ionosféry, kde pokryje celou Zemi. Tím také zajistí, že se všem lidé na světě vrátí jejich osobnosti a že postupně se společnost vrátí do normálu. Anthony, Pryia a jejich syn T poté mohou konečně začít žít jako rodina. Echo, která má již plně vyvinutou vlastní osobnost, získá také dárek v podobě Paulova otisku, jenž si nahraje do sebe. Nyní s ním může doslova žít až do své smrti. |           |                     |                        |                 |                                                    |                   |                 |               |